# Guillaume Albert de Lasalle de Louisenthal
Guillaume Albert de Lasalle de Louisenthal (1768-1846), officier français de l'Armée des émigrés. Ce lointain parent royaliste du général Lasalle fut aussi corsaire et planteur. 

## Biographie
Guillaume de Lasalle de Louisenthal naît le 2 juin 1767 à  Dillingen, dans l'ancien département de la Moselle. Issu d'une illustre famille messine, qui possédait l'Hôtel de Gournay avant la Révolution, ce parent du général Lasalle, comme son frère François, s'est tourné vers le métier des armes.

## Au service du roi
Son père ayant été capitaine des grenadiers au régiment d'Alsace, le prince Maximilien de Deux-Ponts-Birkenfeld octroie au jeune Guillaume, âgé de 13 ans, un brevet de sous-lieutenant en 1781 dans ce régiment. Second-lieutenant en 1785, Guillaume de Lasalle est promu lieutenant en premier, puis capitaine en 1790. Lorsque la Révolution éclate, son régiment est à Strasbourg. Guillaume de Lasalle est alors indigné par les exactions de ses compatriotes, dont il ne comprend pas les motivations libertaires. Après l'Affaire de Nancy, son régiment est envoyé dans cette ville, avant d'être envoyé à Philippeville près de Namur, puis au fort de Charlemont à Givet. 

## Les guerres de la Révolution
Guillaume de Lasalle quitte son régiment en décembre 1791, ses convictions royalistes le poussant naturellement à combattre la République. Il rejoint d'abord des officiers émigrés du régiment d'Alsace à Ettelbruck au Luxembourg, avant de s'engager dans le Régiment de Royal-Allemand. Le 19 août 1792, il rentre en France par Sierck-les-Bains pour assiéger assiéger Thionville. Après la retraite de Champagne, le Royal-Allemand se dirige piteusement sur Stenay et Arlon. Commence alors, pour Guillaume de Lasalle, une vie de campagne, alternant bivouacs et combats. 
Blessé à la baïonnette à Aldenhoven, Guillaume de Lasalle se bat ensuite à Ruremonde et Neerwinden, où la discipline des troupes du général  de Saxe-Cobourg assure la victoire. Après le blocus de Condé, le Régiment de Royal-Allemand assiège Valenciennes, puis la place de Le Quesnoy le 10 septembre 1793. Après la bataille de Wattignies, et la pause hivernale, les hostilités reprennent près de Cateau, Laudrecies et Carillon. Ses qualités militaires lui valent d'être promu capitaine au régiment de Chasseurs de Loewenstein-Wertheim en garnison à Wertheim. Ses troupes, de piètre qualité, sont envoyées sur l'île de Bommel en Hollande-Méridionale, où elles se battent pourtant vaillamment. 
Le régiment de Loewenstein se retirant des Provinces-Unies, Guillaume de Lasalle passe au service «  peu agréable » de l'Angleterre, puis dans l'armée hanovrienne pour continuer le combat. Il s’embarque à Hambourg avec les chasseurs de Lcewenstein pour l’Angleterre. Après Portsmouth, le régiment s’embarque la Barbade, où il débarque le 9 mars 1796. Guillaume de Lasalle se bat aux côtés des Anglais à Sainte-Lucie, notamment à Morne Fortune, où il est blessé par balle. La victoire fut obtenue, selon lui, grâce au courage et à la discipline, l'allant et le sang froid du «  soldat allemand », qui appartenait à la «  première nation militaire du monde ». Cité à l'ordre de l'armée, Lasalle est transporté à Saint-Pierre de la Martinique, où la fièvre jaune manque de l’emporter. 
Quittant son service, Guillaume de Lasalle se fait quelque temps corsaire, équipant une goélette armée de 14 canons, le « Ryfleman ». Il capture quelques navires espagnols, avant de retrouver son régiment des chasseurs à la Martinique. Le 8 février 1797, Guillaume s’embarque avec ses hommes pour la Trinité Espagnole, puis pour contre Porto Rico. Son régiment, ou ce qu’il en restait, est dissous peu après. Guillaume de Lasalle et ses hommes sont incorporés au 60e régiment britannique. Le 25 décembre 1797, il épouse à  Saint-Pierre Marie Lucie d'Augier (1775-1864), la fille d’un riche planteur et part pour Londres, où l’attend une nouvelle affectation. Le capitaine Lassalle est affecté au Mounted Ryfleman Regiment à Kilkenny en Irlande. La misère des habitants, et l'attitude contestable de l'armée britannique le choque.
Las de l’armée britannique, Lasalle rejoint alors Hambourg et s’engage comme Major à Wertheim, dans le nouveau régiment du prince de Loewenstein. Il ne manque pas de se plaindre du recrutement de l’armée autrichienne qui se bat à ses côtés. Il s’installe ensuite avec les chasseurs de Loewenstein à Königshofen. Lasalle combat une dernière fois l’armée française dans le Steigerwald  à l'ouest de Nuremberg, où ses chasseurs sont défaits par des hussards bataves. Fatigué par vingt années de service, Guillaume de Lasalle démissionne en janvier 1801.

## Des Antilles à la Sarre
Reçu à Bayreuth par l’Électeur de Bavière, le baron Lasalle de Louisenthal reçoit le titre de «  Major à la suite ». Grâce à la complicité d’anciens compagnons d'armes, notamment Louis Jacques de Coehorn, Lasalle retourne au château de Merten, puis à Metz, où il obtient sa radiation de la liste des émigrés sur l’intervention de Jean-Louis Emmery et de Pierre-Louis Roederer . Malgré ses choix politiques, il restera en bons termes avec ses anciens compagnons d’armes, Louis Jacques de Coehorn, Louis Baraguey d'Hilliers, ou son cousin Lasalle. En 1802, après un passage à Paris, où il est reçu par Madame  Récamier, il s’embarque à Nantes, avec ses deux fils et son épouse, pour les Antilles. Il s’installe à Sainte-Lucie, redevenue française après la Paix d'Amiens, où il mène la vie d’un riche planteur européen.  En 1803, ayant réglé la succession de son épouse, il rentre en France via Liverpool et Rotterdam. 
De retour à Merten en 1806, Guillaume de Lasalle de Louisenthal acquiert le domaine de Dagstuhl dans l’ancien département de la Sarre, entre Trêves et Sarrebruck. Il mène alors la vie tranquille d’un grand propriétaire terrien, éduquant en bon père de famille ses dix enfants. Nommé «  Lieutenant de Louveterie dans le département de la Sarre » en 1810, Guillaume de Lasalle reste pourtant fidèle au roi de Bavière. Il propose même de lever un corps franc en 1815, pour battre définitivement l’empereur des français. En 1820, Guillaume de Lasalle de Louisenthal s’installe finalement à Deux-Ponts en Palatinat bavarois. Il décéda le 25 septembre 1845 au Château Dagstuhl, en Sarre, à l'âge de 78 ans. 

## Descendance
- Maximilian Josef de Lasalle von Louisenthal[1], Baron (1800-1843)  marié en 1827, à Francfort-sur-le-Main.
- Maria Amelie Octavia Rebekka de Lasalle von Louisenthal (1829-1854)[1].
- Albert de Lasalle von Louisenthal (1829-1882)[1] marié vers 1850 avec Amelia von Höhe.
- Karl Gustav de Lasalle von Louisenthal 1857[1].
- Maximilian de Lasalle von Louisenthal (1859-1914)[1].
- Ludwig Karl Fidelis de Lasalle von Louisenthal (1843-1876)[1] marié le 4 juin 1872, à Messaney, avec Mathilde de Maathelin de Messaney.
- Ida Leopoldine Octavia de Lasalle von Louisenthal 1873[1].
- Carola Gertrud de Lasalle von Louisenthal 1801[1], mariée le 19 janvier 1822 à Zweibrücken.
- Ludwig René de Lasalle von Louisenthal (1802-1819)[1].
- Johann Baptist de Lasalle von Louisenthal (1804-1836)[1].
- René Claude Ernst de Lasalle von Louisenthal (1806-1831)[1].
- Angela Barbara M. Louise de Lasalle von Louisenthal (1808-1811)[1].
- Karl Heinrich de Lasalle von Louisenthal (1810-1848)[1].
- Octavie Marie Elisabeth de Lasalle von Louisenthal (1811-1890)[1].
- Franz Markus Eugen de Lasalle von Louisenthal (1814-1829)[1].
- Johann Peter Rudolf de Lasalle von Louisenthal, Freiherr (1815-1892)[1], marié le 11 août 1856 à Paris.

Plusieurs de ses fils devinrent des officiers bavarois.

## Sources
- Henri Contamine: La vie aventureuse d'un émigré lorrain; Guillaume de Lasalle de Louisenthal, d'après ses mémoires inédits, In Académie nationale de Metz, 1930.(p. 289-346).